# آندریا کارنئوال
آندریا کارنئوال (به ایتالیایی: Andrea Carnevale) بازیکن فوتبال و اهل ایتالیا است 

## تیم ملی
از سال ۱۹۸۸ میلادی عضو تیم ملی فوتبال ایتالیا بوده و در ۱۰ بازی ملی حضور داشته‌است. او در بازی‌های ملی‌اش ۲ گل به ثمر رساند.
آندریا کارنئوال آخرین بازی ملی خود را در سال ۱۹۹۰ میلادی انجام داد.